# Alpine Electronics
Alpine Electronics, Inc. (アルパイン株式会社, Arupain Kabushiki-gaisha) – japoński producent samochodowego sprzętu car audio i wideo.

## Najważniejsze wydarzenia
- 1967: Powstaje firma Alpine jako Alps-Motorola.
- 1979: Alpine debiutuje na Consumer Electronics Show.
- 1986: Alpine prezentuje pierwszy zmieniacz kasetowy 7375 i 5900 odtwarzacz CD.
- 1988: Alpine wprowadza 7905, pierwsze radio AM / FM z odtwarzaczem CD.
- 1990: Pojawienie się na rynku CD 7909 jednostka firmy Alpine ustawia nowy standard dla najwyższej jakości odtwarzaczy CD.
- 1992: Alpine produkuje pierwszy radioodtwarzacz CD ze zintegrowanym zmieniaczem na 3 CD 7980.
- 1995: Pierwsza jednostka Alpine z magistralą Ai-NET CDA-7939R.
- 1996: Powstanie nowej wizji przyszłości mobilnych multimediów.
- 1997: Jubileuszowa edycja radioodtwarzacza 7909 na 30-lecie firmy. Powstało 300 numerowanych egzemplarzy.
- 1997: Pierwsza jednostka multimedialna Alpine CVA-1000R.
- 1997: Alpine przedstawia NVA-N751A system nawigacji na płycie CD-ROM.
- 1998: Powstaje pierwszy samochodowy odtwarzacz DVD o nazwie DVA-5200.
- 2000: Alpine debiutuje z systemem nawigacji DVD, NVA-N851A PowerNAV ™.
- 2001: Narodziny Alpine F#1 Status.
- 2003: Alpine IVA przedstawił D900 (DVD Mobile Multimedia Station ™).
- 2004: Alpine przedstawia pierwsze rozwiązanie dla iPod ®, umożliwiające korzystanie z iPoda w aucie.
- 2006: Wprowadzenie wzmacniaczy cyfrowych PDX.
- 2007: Pierwsza w historii Alpine przenośna nawigacja "Blackbird".
- 2008: Alpine tworzy serię produktów "Marine", przeznaczonych do instalacji w jednostkach nawodnych posiadających technologię IMPRINT Sound.